# Honorowy Obywatel Kamiennej Góry
Honorowy Obywatel Kamiennej Góry – tytuł Honorowego Obywatela Kamiennej Góry przyznawany jest przez Radę Miasta osobom szczególnie zasłużonym dla Kamiennej Góry oraz wybitnym osobistościom, tak obywatelom polskim, jak i cudzoziemcom.
Osoba wyróżniona otrzymuje akt nadania tytułu Honorowego Obywatela Kamiennej Góry. Przysługują jej następujące przywileje:
- używanie tytułu "Honorowy Obywatel Miasta Kamiennej Góry",
- wolny wstęp na wszystkie imprezy organizowane przez miasto Kamienna Góra,
- uczestniczenie na prawach Honorowego Gościa w zwyczajnych, nadzwyczajnych i uroczystych sesjach Rady Miasta oraz w innych uroczystościach o charakterze miejskim,
- prawo do pogrzebu z honorami.

Nadawanie tytułu "Honorowego Obywatela Miasta Kamiennej Góry" reguluje statut miasta.

## Osoby wyróżnione
- Józef Cyrankiewicz (1911–1989) – 16 listopada 1947,
- ks. Stanisław Książek (1931-2015) – 13 września 1997,
- Tomasz Duda (1913-1997) – 14 listopada 1997,
- ks. Wolfgang Gottstein (1934-2019[1]) – 26 maja 1999,
- Stanisław Sadowski (1919–2007) – 26 maja 1999,
- Tadeusz Niemas (1923-2015)  – 26 października 2006,
- Feliks Kaczmarski (1913–2010) – 28 listopada 2007,
- Józef Poprawa - (1913-2010) - 28 listopada 2007,
- Kazimiera Ciosmak – 25 marca 2009,
- biskup Stanisław Dowlaszewicz (1957) – 4 czerwca 2009,
- Franciszek Kuszel (1926-2020[2]) – 6 października 2009,
- Roman Jakóbczyk - (1936-2021[3]) - 5 czerwca 2013,
- Bolesław Grzyb - (1932 -2025[4] ) - 5 czerwca 2013,
- Leon Święcicki - (1924-2016[5]) - 5 czerwca 2013,
- Stefan Hałubek - (1931) - 6 czerwca 2019.[6]
- Bogdan Adamus (ur. 1949) – 2 czerwca 2022[7]